# Komunistički Bund (Ukrajina)
Komunistički Bund (Kombund) je bila židovska komunistička politička stranka u Ukrajini i Bjelorusiji. Nastala je nakon raskola u Bundu. Kasne 1918. godine ogranci u gradovima poput Babrujska, Ekaterinburga i Odese formirale su lijevokrilne bundske skupine. Veljače 1919. ove skupine koje su predstavljale većinu ukrajinskog bundskog pokreta prihvatile su ime Komunistički Bund, konstituirajući se kao neovisna stranka židovskog proletarijata. Kombund je podupirao židovsku nacionalnu autonomiju. Komunistički Bundu podupirao je sovjetsku stranu u ruskom građanskom ratu. Komunistički Bund imao je samo petnaest članova od 35 godina i starijih.
Moše Rafes je bio vođa stranke. Bio je vodeća figura Bunda u Ukrajini.